# Freilichtmuseum Peppingen
Das Freilichtmuseum Peppingen in Roeser, Ortsteil Peppingen (Luxemburg) ist ein Dorfmuseum und zeigt in einem großen Bauernhof aus dem Jahre 1840 und eine Fülle von Einzelheiten aus dem Landleben der vergangenen Jahrhunderte.

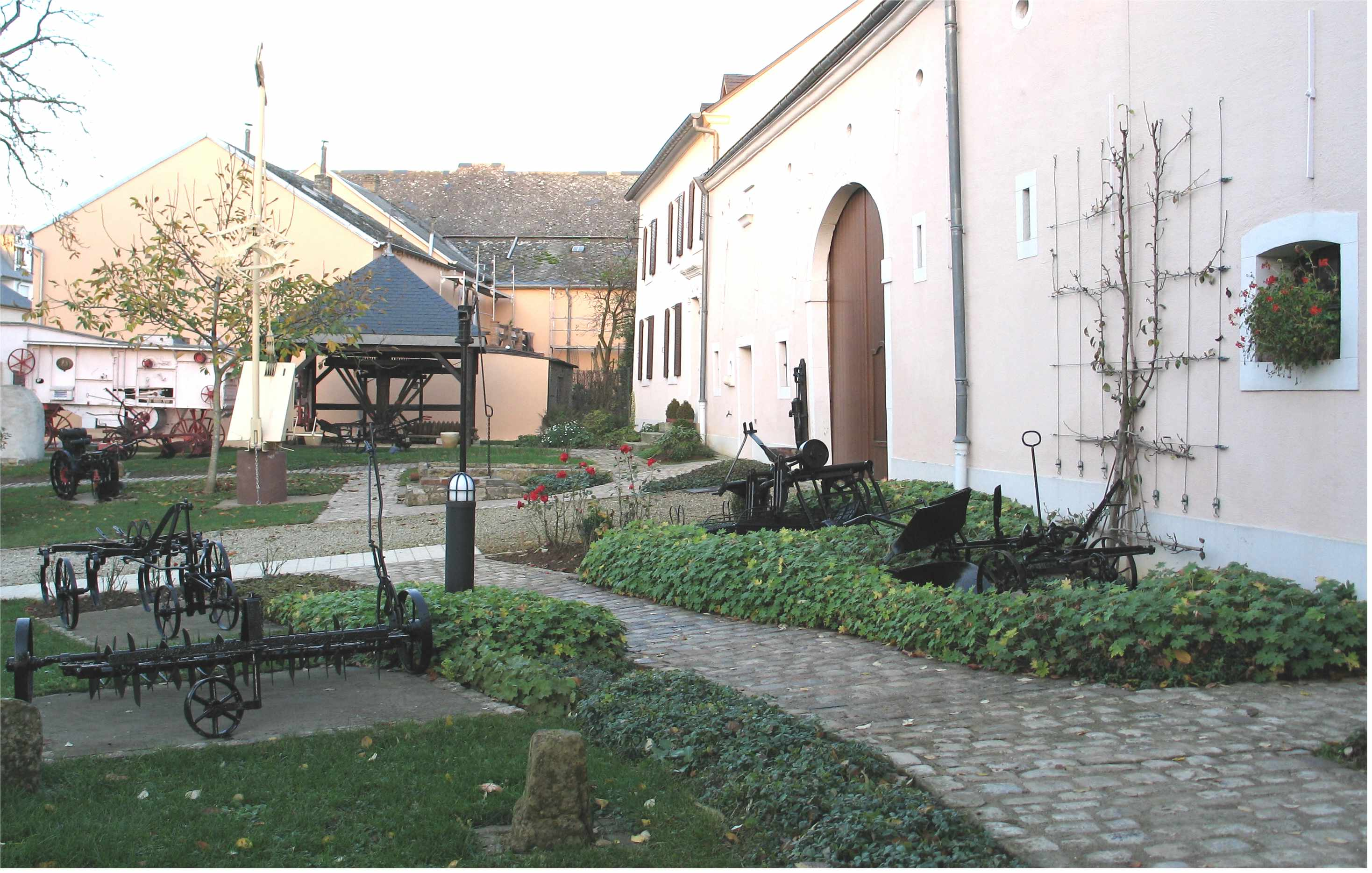
Freilichtmuseum in Peppingen

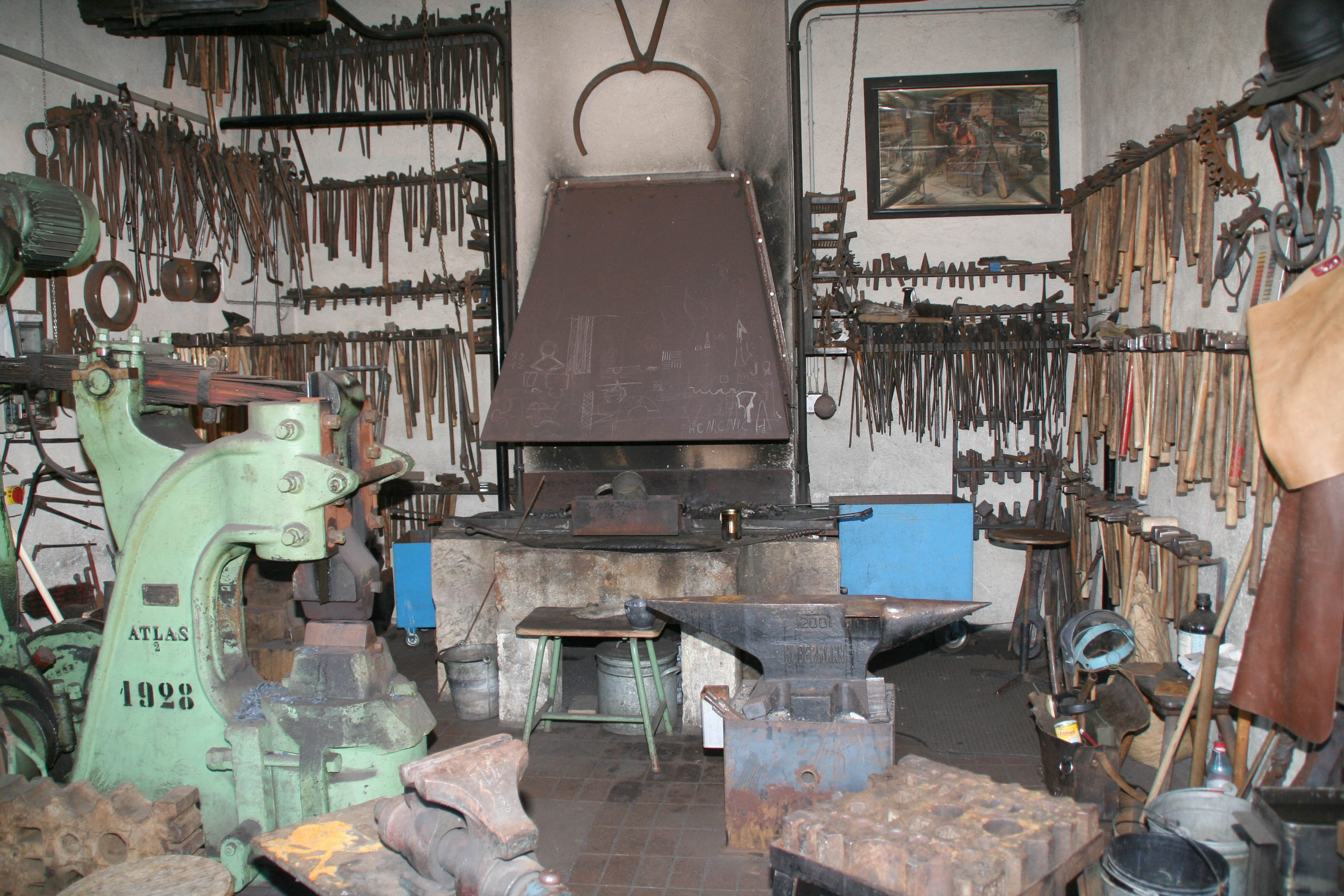
Schmiede

## Ausstellungsflächen
Das Bauern- und Handwerksmuseum (lux.: Baueremusée zu Peppeng) zeigt folgendes: 
- Ein möbliertes Wohnhaus aus dem 19. Jahrhundert mit Backofen, welcher noch im Gebrauch ist
- historische Handwerker-Werkstätten
- Ställe
- eine Scheune
- Maschinenräume
- einen mittelalterlichen Rennofen
- eine funktionsfähige  Schmiede
- ein Kräutergarten
- Hühner und Kaninchen
- 23 weitere Ausstellungsräume

Das Kutschenmuseum (lux.: Kutschemusée zu Peppeng) Musée de Calèches Grande-Duchesse Charlotte befindet sich 200 m vom Bauern-Handwerksmuseum entfernt und zeigt über 20 Pferdekutschen, darunter sechs Fahrzeuge des Grossherzoglichen Hofes.
Daneben sieht man zahlreiches Zubehör wie Pferdegeschirr, Reisekoffer und -utensilien, eine komplette Wagenwerkstatt sowie eine bebilderte Ausstellung zur historischen Entwicklung des Kutschenbaus.

## Geschichte

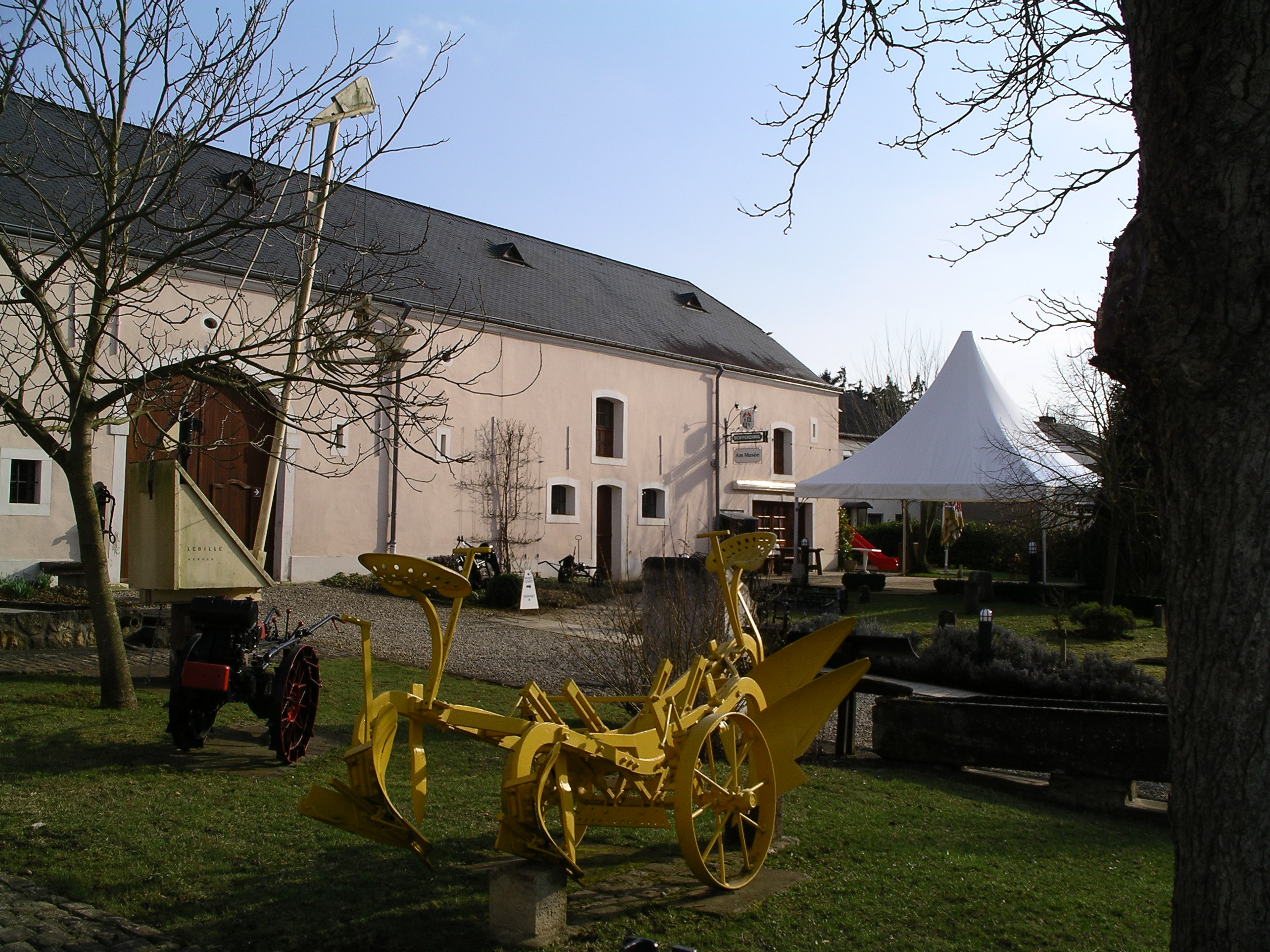
Bauernmuseum in Peppingen

Das Freilichtmuseum besteht seit 1999 und ist in einem alten Bauernhof aus den 1840er Jahren untergebracht. Das Gebäude wurde „Haff an Iewescht Meesch“ genannt und ist seit 1989 denkmalgeschützt. Die Organisation des Museums obliegt derzeit dem Ehepaar Norbert und Maud Quintus.